# Egyenlítő

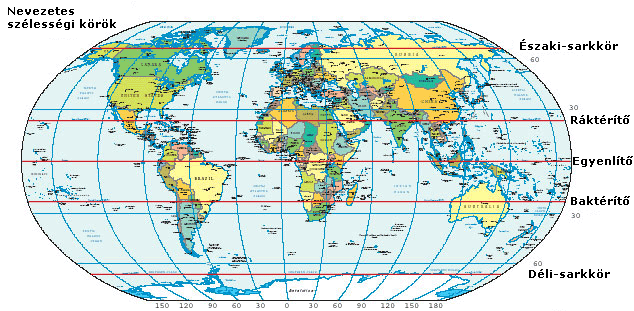
Nevezetes szélességi körök a világtérképen

Az Egyenlítő a Föld leghosszabb szélességi köre (0°), a Föld forgástengelyére merőleges legnagyobb gömbi kör. Hossza körülbelül 40 075 km. (1 gömbi lépés = kb. 111 km.) A Földet két egyenlő félgömbre, az északi és a déli féltekére osztja. Szerepel más földrajzi nevekben is, mint például Egyenlítői-Guinea illetve Ecuador, amely spanyolul Egyenlítőt jelent.
Egyenlítője nem csak a Földnek van; egyenlítőnek nevezzük tetszőleges égitest forgástengelyére merőleges gömbi főkörét, mely általában a fokhálózat alapköre. Ennek a körnek a középpontja egybeesik az égitest középpontjával.

## Az Egyenlítőn fekvő országok
Az Egyenlítő tizennégy állam területén és/vagy felségvizein halad át. A kezdő hosszúsági körtől kelet felé haladva ezek a következők:

| Koordináták                                                  | Ország / Állóvíz (kék háttér)   | Megjegyzés |
| ------------------------------------------------------------ | ------------------------------- | --- |
| é. sz. 0° 00′ 00″, k. h. 0° 00′ 00″0.000000°N 0.000000°E     | Atlanti-óceán                   | Guineai-öböl |
| é. sz. 0° 00′ 00″, k. h. 6° 31′ 00″0.000000°N 6.516667°E     | São Tomé és Príncipe            | Rolas-sziget |
| é. sz. 0° 00′ 00″, k. h. 6° 31′ 00″0.000000°N 6.516667°E     | Atlanti-óceán                   | Guineai-öböl |
| é. sz. 0° 00′ 00″, k. h. 9° 21′ 00″0.000000°N 9.350000°E     | Gabon                           | |
| é. sz. 0° 00′ 00″, k. h. 13° 56′ 00″0.000000°N 13.933333°E   | Kongói Köztársaság              | Makoua városán halad át. |
| é. sz. 0° 00′ 00″, k. h. 17° 46′ 00″0.000000°N 17.766667°E   | Kongói Demokratikus Köztársaság | Butembo város központjától 9 km-re délre. |
| é. sz. 0° 00′ 00″, k. h. 29° 43′ 00″0.000000°N 29.716667°E   | Uganda                          | A főváros, Kampala központjától 32 km-re délre. |
| é. sz. 0° 00′ 00″, k. h. 32° 22′ 00″0.000000°N 32.366667°E   | Viktória-tó ( Uganda és Kenya)  | Az Ugandához tartozó Ssese-szigetek néhány tagján is áthalad. A két ország vízi határa az Egyenlítőnél nagyon közel fut a kenyai parthoz.                                          |
| é. sz. 0° 00′ 00″, k. h. 34° 00′ 00″0.000000°N 34.000000°E   | Kenya                           | A Viktória-tavi kenyai kikötőváros, Kisumu központjától 6 km-re északra. |
| é. sz. 0° 00′ 00″, k. h. 41° 00′ 00″0.000000°N 41.000000°E   | Szomália                        | Az ország déli csücskén halad át. |
| é. sz. 0° 00′ 00″, k. h. 42° 53′ 00″0.000000°N 42.883333°E   | Indiai-óceán                    | A Maldív-szigetek Huvadhu- és Fuvahmulah-atolljai között. |
| é. sz. 0° 00′ 00″, k. h. 98° 12′ 00″0.000000°N 98.200000°E   | Indonézia                       | A Batu-szigetek, Szumátra és a Lingga-szigetek. |
| é. sz. 0° 00′ 00″, k. h. 104° 34′ 00″0.000000°N 104.566667°E | Karimata-szoros                 | |
| é. sz. 0° 00′ 00″, k. h. 109° 09′ 00″0.000000°N 109.150000°E | Indonézia                       | Borneó |
| é. sz. 0° 00′ 00″, k. h. 117° 30′ 00″0.000000°N 117.500000°E | Makassar-szoros                 | |
| é. sz. 0° 00′ 00″, k. h. 119° 40′ 00″0.000000°N 119.666667°E | Indonézia                       | Celebesz |
| é. sz. 0° 00′ 00″, k. h. 120° 05′ 00″0.000000°N 120.083333°E | Tomini-öböl                     | |
| é. sz. 0° 00′ 00″, k. h. 124° 00′ 00″0.000000°N 124.000000°E | Molukka-tenger                  | |
| é. sz. 0° 00′ 00″, k. h. 127° 24′ 00″0.000000°N 127.400000°E | Indonézia                       | A Kayoa- és a Halmahera-sziget. |
| é. sz. 0° 00′ 00″, k. h. 127° 53′ 00″0.000000°N 127.883333°E | Halmahera-tenger                | |
| é. sz. 0° 00′ 00″, k. h. 129° 20′ 00″0.000000°N 129.333333°E | Indonézia                       | Gebe-sziget |
| é. sz. 0° 00′ 00″, k. h. 129° 21′ 00″0.000000°N 129.350000°E | Csendes-óceán                   | 570 m-re északra Waigeo szigetétől ( Indonézia); 13 km délre az Aranuka-atolltól ( Kiribati); 21 km-re délre a Baker-szigettől (az Amerikai Egyesült Államok lakatlan külbirtoka). |
| é. sz. 0° 00′ 00″, ny. h. 91° 35′ 00″0.000000°N 91.583333°W  | Ecuador                         | Isabela-sziget, a Galápagos-szigetek legnagyobb tagja. |
| é. sz. 0° 00′ 00″, ny. h. 91° 13′ 00″0.000000°N 91.216667°W  | Csendes-óceán                   | |
| é. sz. 0° 00′ 00″, ny. h. 80° 06′ 00″0.000000°N 80.100000°W  | Ecuador                         | A főváros, Quito központjától 24 km-re északra, Mitad del Mundo. |
| é. sz. 0° 00′ 00″, ny. h. 75° 32′ 00″0.000000°N 75.533333°W  | Kolumbia                        | A perui határtól 4,3 km-re északra. |
| é. sz. 0° 00′ 00″, ny. h. 70° 03′ 00″0.000000°N 70.050000°W  | Brazília                        | Érintett államok: Amazonas – Roraima – ismét Amazonas – Pará – Amapá – ismét Pará (az Amazonas torkolatában fekvő szigetek).                                                       |
| é. sz. 0° 00′ 00″, ny. h. 49° 20′ 00″0.000000°N 49.333333°W  | Atlanti-óceán                   | |

Neve ellenére a kis afrikai állam, Egyenlítői-Guinea területén nem halad át az Egyenlítő. A kontinensen fekvő területének (Río Muni) déli határa nagyrészt az é. sz. 1°-át követi (egy kis része valamivel délebbre nyúlik), Bioko szigete ennél is északabbra található, Annobón szigete pedig 155 km-rel az Egyenlítőtől délre fekszik. A két sziget között São Tomé és Príncipe felségvizein fut az Egyenlítő.